# Saison 2000 de Super 12
Navigation
Super 12 1999 Super 12 2001
La saison 2000 de Super 12 est la cinquième édition de la compétition. Elle est disputée par 12 franchises d'Australie, d'Afrique du Sud et de Nouvelle-Zélande. La compétition débute le 25 février 2000 et se termine le 27 mai 2000 à Canberra. Elle est remportée par les Crusaders à l'issue d'une finale contre les Brumbies.

## Équipes participantes
La compétition oppose les douze franchises issues des trois grandes nations du rugby à XV de l'hémisphère sud :
| Franchises sud africaines - Bulls basée à Pretoria - Cats basée à Johannesburg - Sharks basée à Durban - Stormers basée à Le Cap | Franchises australiennes - Brumbies basée à Canberra - Waratahs basée à Sydney - Reds basée à Brisbane | Franchises néo-zélandaise - Blues basée à Auckland - Chiefs basée à Hamilton - Crusaders basée à Christchurch - Highlanders basée à Dunedin - Hurricanes basée à Wellington |

## Classement de la saison régulière
| Rang | Club            | J  | V | N | D | Bo | Bd | Pm  | Pe  | Diff | Pts |
| ---- | --------------- | -- | - | - | - | -- | -- | --- | --- | ---- | --- |
| 1    | Brumbies        | 11 | 9 | 0 | 2 | 7  | 2  | 393 | 196 | +197 | 45  |
| 2    | Crusaders (T)   | 11 | 8 | 0 | 3 | 5  | 2  | 369 | 293 | +76  | 39  |
| 3    | Highlanders     | 11 | 6 | 0 | 5 | 6  | 2  | 320 | 280 | +40  | 32  |
| 4    | Cats            | 11 | 7 | 0 | 4 | 2  | 2  | 320 | 334 | -14  | 32  |
| 5    | Stormers        | 11 | 6 | 1 | 4 | 4  | 1  | 298 | 276 | +22  | 31  |
| 6    | Blues           | 11 | 6 | 0 | 5 | 3  | 3  | 300 | 262 | +38  | 30  |
| 7    | Queensland Reds | 11 | 6 | 0 | 5 | 4  | 2  | 317 | 305 | +12  | 30  |
| 8    | Hurricanes      | 11 | 6 | 0 | 5 | 5  | 0  | 308 | 329 | -21  | 29  |
| 9    | Waratahs        | 11 | 5 | 0 | 6 | 2  | 3  | 273 | 258 | +15  | 25  |
| 10   | Chiefs          | 11 | 3 | 0 | 8 | 4  | 4  | 257 | 352 | -95  | 20  |
| 11   | Bulls           | 11 | 1 | 2 | 8 | 1  | 2  | 231 | 395 | -164 | 11  |
| 12   | Sharks          | 11 | 1 | 1 | 9 | 0  | 3  | 235 | 341 | -106 | 9   |

|  | Qualifiés pour la phase finale (no 1, no 2, no 3, no 4). |
|  | T : Tenant du titre 1999                                 |

Attribution des points : victoire : 4, match nul : 2, défaite : 0 ; plus les bonus (offensif : 4 essais marqués ; défensif : défaite par 7 points d'écart maximum).
Règles de classement : 1. différence de points ; 2. résultat du match entre les deux franchises ; 3. le nombre d'essais marqués.

## Résultats
| Clubs           | BLU   | BUL   | BRU   | CAT   | CHI   | CRU   | HIG   | HUR   | QUE   | SHA   | STO   | WAR   |
| --------------- | ----- | ----- | ----- | ----- | ----- | ----- | ----- | ----- | ----- | ----- | ----- | ----- |
| Blues           |       | 54-11 |       |       | 25-32 |       | 26-16 |       |       |       | 18-39 | 31-17 |
| Bulls           |       |       | 19-28 | 19-23 |       |       | 40-42 | 47-33 |       | 14-14 |       | 13-33 |
| Brumbies        | 15-18 |       |       | 64-0  |       |       | 34-15 | 47-28 | 38-32 | 51-10 |       |       |
| Cats            | 34-27 |       |       |       | 53-3  | 54-31 |       |       | 36-32 |       | 22-18 |       |
| Chiefs          |       | 40-7  | 17-45 |       |       | 24-27 |       | 19-24 |       |       | 25-28 | 30-37 |
| Crusaders       | 32-20 | 75-27 | 12-17 |       |       |       | 42-36 |       |       |       | 47-31 | 22-13 |
| Highlanders     |       |       |       | 33-31 | 38-6  |       |       | 35-19 | 50-13 | 27-20 |       |       |
| Hurricanes      | 14-25 |       |       | 29-23 |       | 28-22 |       |       | 43-25 | 40-23 |       |       |
| Queensland Reds | 33-26 | 34-15 |       |       | 37-17 | 19-27 |       |       |       |       | 37-24 | 31-16 |
| Sharks          | 19-30 |       |       | 27-28 | 31-44 | 24-32 |       |       | 13-24 |       | 28-32 |       |
| Stormers        |       | 19-19 | 15-29 |       |       |       | 27-13 | 43-23 |       |       |       | 22-15 |
| Waratahs        |       |       | 30-25 | 51-16 |       |       | 22-15 | 20-27 |       | 19-26 |       |       |

|  | Victoire à domicile |  | Match nul |  | Défaite à domicile |

## Phase finale
|  | Demi-finales                                  | Demi-finales                                  |          |    | Finale                                        | Finale                                        |
|  | Demi-finales                                  | Demi-finales                                  |          |    | Finale                                        | Finale                                        |
|  |                                               |                                               |          |    |                                               |                                               |
|  | le 20 mai 2000 au Canberra Stadium (Canberra) | le 20 mai 2000 au Canberra Stadium (Canberra) |          |    | le 27 mai 2000 au Canberra Stadium (Canberra) | le 27 mai 2000 au Canberra Stadium (Canberra) |
|  | le 20 mai 2000 au Canberra Stadium (Canberra) | le 20 mai 2000 au Canberra Stadium (Canberra) |          |    | le 27 mai 2000 au Canberra Stadium (Canberra) | le 27 mai 2000 au Canberra Stadium (Canberra) |
|  | Brumbies                                      | 28                                            |          |    | le 27 mai 2000 au Canberra Stadium (Canberra) | le 27 mai 2000 au Canberra Stadium (Canberra) |
|  | Brumbies                                      | 28                                            |          |    | le 27 mai 2000 au Canberra Stadium (Canberra) | le 27 mai 2000 au Canberra Stadium (Canberra) |
|  | Cats                                          | 5                                             |          |    | le 27 mai 2000 au Canberra Stadium (Canberra) | le 27 mai 2000 au Canberra Stadium (Canberra) |
|  | Cats                                          | 5                                             | Brumbies | 19 |                                               |                                               |
|  | le 20 mai 2000 au Jade Stadium (Christchurch) |                                               | Brumbies | 19 |                                               |                                               |
|  |                                               | Crusaders                                     | 20       |    |                                               |                                               |
|  | Crusaders                                     | Crusaders                                     | 20       | 37 |                                               |                                               |
|  | Crusaders                                     |                                               |          | 37 |                                               |                                               |
|  | Highlanders                                   | 15                                            |          |    |                                               |                                               |
|  | Highlanders                                   | 15                                            |          |    |                                               |                                               |